# MASK OF GODDESS

MASK OF GODDESS (マスクオブゴッデス)は、日本の女性ダンス＆ボーカルグループ。現在は3名体制で活動。通称は「MOG」「マスク」。グループカラーは赤。

## 概要
2021年12月15日に主催ライブ パワースポット結びvol.1にてボーカル2名でデビュー。当初は仮面で素顔を隠して活動していたが、デビュー1周年となる2022年12月15日のパワースポット結びvol.7にてLilico氏に仮面を剥がされて素顔を見せる。以降は徐々に素顔で活動する様になり、後述の第2章からは全メンバーが完全に素顔となる。
2023年8月18日パワースポット結びvol.11にてパフォーマー3名が加入し、第2章として5名体制で活動を開始する。同年12月23日にパフォーマー3名が卒業後、再びボーカル2名体制に戻る。
2024年4月25日パワースポット結びvol.13から第3章としてパフォーマー5名が新たに加入し、7名体制で活動していたが、2025年8月15日現体制終了ライブを以てLuna以外の6名が卒業。
同時に新章として2名が加入、担当は設けず、全員が歌って踊るスタイルの3名体制で現在は活動している。

## メンバー

### 現メンバー
| 名前                         | 生年月日  | 出身 | 血液型 | 備考                                                                |
| ---------------------------- | --------- | ---- | ------ | ------------------------------------------------------------------- |
| Kurumu.(くるむ)              | 1995/5/6  | 埼玉 | A型    | 第1〜3章はLuna(ルーナ)名義で活動 元・アイドル諜報機関LEVEL7メンバー |
| Asami.(小田あさ美)           | 1988/9/14 | 埼玉 | B型    |                                                                     |
| UsausaAlisa.(うさうさありさ) | 2/5       | 愛知 | O型    |                                                                     |

### 元メンバー
| 名前           | 担当                            | 在籍     | 生年月日   | 出身   | 血液型             | 別名義                   | 備考                                    |
| -------------- | ------------------------------- | -------- | ---------- | ------ | ------------------ | ------------------------ | --------------------------------------- |
| Rhea(レア)     | ボーカル プレイングマネージャー | 第1〜3章 | 1994/11/27 | 大阪   | A型                | やん(オセロ)             | 元・アイドル諜報機関LEVEL7メンバー      |
| Himari(ヒマリ) | パフォーマー                    | 第2章    | 2001/5/13  |        | B型                | 蒼井陽葵(舞台など)       |                                         |
| Kanna(カンナ)  | パフォーマー                    | 第2章    | 2001/5/25  | 神奈川 |                    |                          |                                         |
| Sara(サラ)     | パフォーマー                    | 第2章    | 2004/12/6  | 東京   | B型                | 大瀧沙羅(グラビア)       |                                         |
| Anju(アンジュ) | パフォーマー                    | 第3章    | 1994/7/4   | 東京   | O型                | あんじゅ(撮影会など)     | 元・ONE CHANCEメンバー                  |
| Sekai(セカイ)  | パフォーマー                    | 第3章    | 1998/12/18 | 山梨   | AB型               | 田山せかい(ゴキゲン帝国) | 元イニミニマニモー等 ゴキゲン帝国と兼任 |
| Sae(サエ)      | パフォーマー                    | 第3章    | 2000/5/8   | 千葉   | O型                |                          |                                         |
| Ayumi(アユミ)  | パフォーマー                    | 第3章    | 2001/9/14  | 大阪   | O型                |                          |                                         |
| Hikari(ヒカリ) | パフォーマー                    | 第3章    | 2003/12/1  | 大阪   | 不明(AもしくはO型) | ひかり(ポコチャ配信など) |                                         |

## 略歴
2021年
- 12/15:パワースポット結びvol.1を開催。デビューライブと共に記者会見も行う[1]。

2022年
- 5/17:パワースポット結びvol.2を開催。
- 7/11:パワースポット結びvol.3を開催。
- 8/19:パワースポット結びvol.4を開催。
- 10/23:パワースポット結びvol.5を開催。
- 11/21:パワースポット結びvol.6を開催。レア(安永光希)生誕祭として実施。
- 12/15:パワースポット結びvol.7を開催。LiLiCo氏に仮面を剥がされて素顔を見せる[2]。

2023年
- 2/24:パワースポット結びvol.8を開催。
- 4/28:パワースポット結びvol.9を開催。
- 5/7:パワースポット結びvol.10を開催。ルーナ(くるむ)生誕祭として実施。
- 7/5:神奈川県大和市のコミュニティFM放送局 FMやまとにて「パワースポットはここから！[3]」(毎週水曜19:00〜19:30)の放送を開始。
- 7/30:第47回神奈川大和阿波おどりに出演。
- 8/18:パワースポット結びvol.11を開催。パフォーマー3名を加え、第2章始動。
- 9/30:大洗海上花火大会に出演。
- 10/27:MOG単独公演〜女神の宴〜を開催。
- 11/27:パワースポット結びvol.12を開催。レア生誕祭として実施。
- 12/15:1stワンマンMosquerade Nightを開催。
- 12/23:X公式アカウントにてパフォーマー3名の卒業を発表[4]。
- 12/31:パワここ 年越しカウントダウンSP(23:00~25:00)を放送。

2024年
- 1/3:パワここ 1時間SP(19:00〜20:00)を放送。
- 4/25:パワースポット結びvol.13を開催。パフォーマー5名を加え、第3章始動。
- 5/10:パワースポット結びvol.14を開催。ルーナ、サエが生誕月として単独出演。
- 7/3:パワここ 放送1周年記念1時間SP(19:00〜20:00)を放送。
- 7/8:パワースポット結びvol.15を開催。アンジュが生誕月として単独出演。
- 7/27:前年に続き第48回神奈川大和阿波おどりに出演。
- 9/19:パワースポット結びvol.16を開催。アユミが生誕月として単独出演。
- 9/28:前年に続き大洗海上花火大会に出演。
- 11/15:パワースポット結びvol.17を開催。レアが生誕月として単独出演。
- 12/13:2ndワンマン7illuminateを開催。
- 12/31:パワここ 〜年越しSP〜(23:00~25:00)を放送。

2025年
- 1/1:パワここ お正月1時間SP(19:00〜20:00)を放送。
- 3/11:パワースポット結びvol.18を開催。ヒカリが3ヶ月遅れの生誕月として単独出演。
- 4/26:パワースポット結びvol.19を開催。
- 5/18:パワースポット結びvol.20を開催。ルーナ・サエの生誕祭として実施。
- 5/28:パワここ 放送100回記念1時間SP(19:00〜20:00)を放送。
- 7/6:パワースポット結びvol.21を開催。アンジュ生誕祭として実施。
- 7/12〜13:X公式アカウントにて8/15を以て現体制(7人体制)終了を発表。
- 7/26:3年連続 第49回神奈川大和阿波おどりに出演。
- 8/15:現体制終了ライブ ～NEVER ENDING STORY～を開催。ルーナ以外の6名が卒業。同時に新体制として新メンバー2名が加入、ルーナはくるむへ改名。

## ディスコグラフィー
| タイトル                   | 初披露日                                                                          | 作詞           | 作曲           | 備考 |
| -------------------------- | --------------------------------------------------------------------------------- | -------------- | -------------- | --- |
| MASK OF GODDESS            | 2021/12/15 (パワースポット結びvol.1)                                              | イワイショウ   | 佐藤光将       | |
| Everything'll be all right | 2021/12/15 (パワースポット結びvol.1)                                              | 小倉亜沙子     | 福島貴夫       | |
| Hell=Heaven                | 2021/12/15 (パワースポット結びvol.1)                                              | 太田彩華       | matsu-k        | |
| Stella Maris               | 2021/12/15 (パワースポット結びvol.1)                                              | 吉澤詩織       | 宮川麿         | |
| アルビレオを越えて         | 2022/3/21 (対バン・TOKYO GIRLS CONNECTION 東名阪ツアーFINAL！東京編！！)          | 太田彩華       | matsu-k        | |
| 日記                       | 2022/5/17 (パワースポット結びvol.2)                                               | あさいじゅんた | サトウコウスケ | |
| Ms.Cigaretta               | 2022/5/17 (パワースポット結びvol.2)                                               | 吉澤詩織       | 宮川麿         | |
| Summer Illusion            | 2022/7/11 (パワースポット結びvol.3)                                               | パーマ大佐     | パーマ大佐     | |
| 焔 (えん)                  | 2022/8/19 (パワースポット結びvol.4)                                               | 吉澤詩織       | 宮川麿         | |
| 優しい嘘なら               | 2022/12/15 (パワースポット結びvol.7)                                              | 吉澤詩織       | 宮川麿         | |
| 音戯の唄                   | 2023/2/24 (パワースポット結びvol.8)                                               | 八田雅彦       | 八田雅彦       | |
| episode～夜蝶～            | 2023/8/18 (パワースポット結びvol.11)                                              | 朝井淳太       | 朝井淳太       | |
| 迷宮Voyage                 | 2023/9/30 (大洗海上花火大会)                                                      | KEIT           | KEIT           | |
| 夢仰ぐ桜                   | 2024/5/10 (パワースポット結びvol.14)                                              | KEIT           | KEIT           | 元メンバー カンナによる振付                                                                                  |
| サンセット                 | 2024/7/8 (パワースポット結びvol.15)                                               | katatema       | SYOTA          | |
| THE FEELS                  | 2024/9/19 (パワースポット結びvol.16)                                              | -              | 宮川麿         | パフォーマーのみ                                                                                             |
| Chronograph                | 2024/12/13 (2ndワンマン 7illuminate)                                              | KEIT           | KEIT           | |
| AWAKE                      | 2024/12/13 (2ndワンマン 7illuminate)                                              | -              | 宮川麿         | パフォーマーのみ                                                                                             |
| I for you (cover)          | 2023/10/27 (MOG単独公演〜女神の宴〜)                                              | LUNA SEA       | LUNA SEA       | LUNA SEAの同名曲のカバー                                                                                     |
| SEVENTH MOON (マクロス7)   | 2023/12/14 (LIVE Doubtmen!!!～CD「ダウトメンfeat.マクロス7」先行発売記念ライブ～) | K.INOJO        | 河内淳貴       | アニメ・マクロス7の同名曲のカバー 基本的にボーカル2名のみ 原曲歌詞内の「俺」が全て「私」に置き換えられている |

### アルバム
| タイトル                  | 収録曲 |
| ------------------------- | --- |
| MASK OF GODDESS           | - MASK OF GODDESS - Hell=Heaven - Everything'll be all right - Stella Maris                                                                   |
| Various                   | - MASK OF GODDESS - Hell=Heaven - Everything'll be all right - Stella Maris - アルビレオを越えて - 日記 - Ms.Cigaretta - Summer Illusion - 焔 |
| ダウトメン feat MACROSS 7 | - 09. SEVENTH MOON ※MOG歌唱曲は1曲のみ |

## 主催ライブ

### パワースポット結び
| ナンバリング・サブタイトル                  | 開催日     | 会場                | 出演(MOG関連) |
| ------------------------------------------- | ---------- | ------------------- | --- |
| vol.1 MASK OF GODDESSデビューライブ         | 2021/12/15 | 渋谷ストリーム      | MOG、MOG記者会見 |
| vol.2                                       | 2022/5/17  | 神田明神ホール      | MOG、くるむ(安永光希プロデュース)                                                                                        |
| vol.3                                       | 2022/7/11  | 神田明神ホール      | MOG、くるむ |
| vol.4                                       | 2022/8/19  | 神田明神ホール      | MOG |
| vol.5                                       | 2022/10/23 | 神田明神ホール      | MOG(2枠) |
| vol.6 安永光希生誕祭                        | 2022/11/21 | 神田明神ホール      | MOG、オセロ(やん＋くるむ)、安永光希                                                                                      |
| vol.7 パワースポット結び1周年記念ライブ     | 2022/12/15 | 神田明神ホール      | MOG、Lilico(MOG) |
| vol.8                                       | 2023/2/24  | 神田明神ホール      | MOG |
| vol.9                                       | 2023/4/28  | 神田明神ホール      | MOG(2枠) |
| vol.10 Luna(くるむ)生誕祭                   | 2023/5/7   | 神田明神ホール      | MOG、オセロ(やん✕くるむ)、Luna(くるむ)                                                                                   |
| vol.11                                      | 2023/8/18  | 神田明神ホール      | MOG |
| vol.12 MASK OF GODDESS・Rhea生誕祭          | 2023/11/27 | 池袋harevutai       | MOG、Rhea ※Rhea枠はオセロとしての出演もあり                                                                              |
| vol.13 〜MASK OF GODDESS 第3章始動〜        | 2024/4/25  | 池袋harevutai       | MOG ※Sekaiはイニミニマニモーでも出演                                                                                     |
| vol.14                                      | 2024/5/10  | 池袋harevutai       | MOG、くるむ、Sae、オセロ ※くるむ枠はHAL.氏との出演もあり ※Sekaiはイニミニマニモーでも出演                                |
| vol.15                                      | 2024/7/8   | 池袋harevutai       | MOG、Anju feat.MASK OF GODDESS                                                                                           |
| vol.16                                      | 2024/9/19  | クラブex            | MOG、Ayumi(feat.Nao) |
| vol.17                                      | 2024/11/15 | 池袋harevutai       | MOG、オセロ、Rhea |
| vol.18                                      | 2025/3/11  | SOUNDNOTE AKIHABARA | MOG、Hikari ※Hikari枠は佐野りお氏との出演もあり                                                                          |
| vol.19                                      | 2025/4/26  | SOUNDNOTE AKIHABARA | MOG、エンディングトーク ※エンディングトークは全出演者                                                                    |
| vol.20 〜MASK OF GODDESS・Luna＆Sae生誕祭〜 | 2025/5/18  | 新宿DHNoA           | MOG、Luna、Sae ※Luna枠はオセロとしての出演もあり ※Sae枠はAnju・Hikariとの3名でのユニット出演もあり                       |
| vol.21～MASK OF GODDESS・Anju生誕祭～       | 2025/7/6   | SHIBUYA ONE5        | MOG、Anju ※Anju枠は 早美嘉純氏・MANATSU氏・LETY氏・Meik氏とのユニット出演もあり ※Sae・HikariはMARINA氏の枠での出演もあり |

### ワンマンライブ
| タイトル                                                  | 開催日     | 会場           | 備考                                          |
| --------------------------------------------------------- | ---------- | -------------- | --------------------------------------------- |
| 1st One-man Live MASK OF GODDESS 〜Masquerade Night〜     | 2023/12/15 | 神田明神ホール |                                               |
| MASK OF GODDESS ONEMAN LIVE 7illuminate                   | 2024/12/13 | 池袋harevutai  | タイトルはメンバー ヒカリによる命名           |
| MASK OF GODDESS 現体制終了ライブ ～ NEVER ENDING STORY ～ | 2025/8/15  | 池袋harevutai  | Luna以外の6名が卒業 同時に新メンバー2名が加入 |

### 単独公演
| タイトル                             | 開催日     | 会場                |
| ------------------------------------ | ---------- | ------------------- |
| MASK OF GODDESS単独公演 〜女神の宴〜 | 2023/10/27 | 六本木unravel tokyo |

## メディア出演

### ラジオ
- MASK OF GODDESSのパワースポットはここから！ (FMやまと、2023年7月5日-) -冠番組
- MASK OF GODDESSのパワースポットはここから！年越しカウントダウンSP (FMやまと、2023年12月31日23:00~25:00) -メインパーソナリティー
- MASK OF GODDESSのパワースポットはここから！〜年越しSP〜  (FMやまと、2024年12月31日23:00~25:00) -メインパーソナリティー

## ラジオ企画
ラジオ「パワースポットはここから！」内の企画について。

### 王シリーズ
タイトルのメンバーがどの様に回答するかを他メンバーが当てるクイズ企画。
| タイトル      | 放送日     | 参加者                     | 優勝者   |
| ------------- | ---------- | -------------------------- | -------- |
| レア王(第1回) | 2023/11/1  | ヒマリ、サラ               | ヒマリ   |
| ルーナ王      | 2024/7/3   | レア、アンジュ、セカイ     | レア     |
| アンジュ王    | 2023/11/13 | セカイ、アユミ             | セカイ   |
| サエ王        | 2024/12/4  | レア、ヒカリ               | レア     |
| ヒカリ王      | 2025/1/8   | レア、セカイ               | レア     |
| アユミ王      | 2025/1/22  | ルーナ、ヒカリ             | ヒカリ   |
| セカイ王      | 2025/2/5   | レア、アンジュ             | レア     |
| レア王(第2回) | 2025/3/5   | ルーナ、アンジュ、リスナー | リスナー |

派生として、「差し入れ王(2024/4/17放送回)」「王、逆再生しても王(2024/7/3放送回)」がある。

### MOGpedia
MOGの項目を充実させる為、公式情報としてメンバーに答えてもらう企画。
第一章時にレア編(2024/3/13放送)、ルーナ編(2024/3/20放送)も行われていた。(ポッドキャスト配信なし)
2024/9/18放送回
| メンバー | 趣味                                   | 学生時代の部活                        | 失敗談                                     | 生活のこだわり            | 好きな芸能人 | ダンス開始・ジャンル           |
| -------- | -------------------------------------- | ------------------------------------- | ------------------------------------------ | ------------------------- | ------------ | ------------------------------ |
| アンジュ | ゴルフ(ゴルフ歴1年) パワースポット巡り | 創作ダンス部                          | 寝坊                                       | なし                      | 大泉洋       | 小6 フリースタイルヒップホップ |
| サエ     | 旅行 (主にコロナ流行前)                | 中学:陸上部(100m) 高校:帰宅部         | 電車寝過ごし (深夜練へ向かう際)            | 出しっぱなし (生活必需品) | SUPER★DRAGON | 小4 ヒップホップ               |
| アユミ   | カフェ巡り (カフェラテを飲みたい)      | 中学:吹奏楽部(フルート) 高校:ダンス部 | スケジュール勘違い (MOGリハが無いと思った) | なし                      | 古嶋 滝      | 小1 ジャズヒップホップ         |
| レア     | -                                      | -                                     | -                                          | 仕事終わりの一杯          | -            | -                              |

2025/6/18放送回
| メンバー | MOGデビュー時点(2021年) | 学生時代の部活                                  | 嫌いな食べ物            | 好きな納豆                |
| -------- | ----------------------- | ----------------------------------------------- | ----------------------- | ------------------------- |
| アユミ   | 専門学校2年生(大阪)     | 中学:吹奏楽部 高校:ダンス部 (2024/9/18回と同じ) | -                       | ひきわり納豆 (理由は無い) |
| ヒカリ   | 高校3年生(大阪)         | 中学:バスケ部 高校:ダンス部                     | アボカド(味・食感) 納豆 | -                         |

## その他
- 今後の活動に関する情報はnote、最新スケジュールはTimeTreeの公式カレンダーにて公開している。
- ライブ中1曲のみ撮影可能(静止画・動画、どちらでも可)。

　撮影可能曲はMCにてアナウンス(基本的にMC直後の曲)。それ以外は撮影NGとなる。イベント等で全曲撮影可の場合は事前にX公式アカウント等で告知される。
- SNSで利用されるハッシュタグは、グループや対バンライブ等についてが「#MASKOFGODDESS」、主催ライブが「#パワースポット結び」、ラジオ番組「パワースポットはここから！」についてが「#パワここ」となっている。

　なお、過去の2ndワンマン開催時にはグループのハッシュタグと共に「#MOG7illuminate1213」も併用されていた。
- 「Kurumu.」「Asami.」「UsausaAlisa.」の3人の名前に「.(ピリオド)」が付いているのは、「ピリオドは一見終わりのイメージがあるが、そこから新しく始める・上昇していく等で付けた。」というあさ美のポジティブな考え・発案に他2人も合わせた為。
- 第3章までのボーカル2名の名前は、レアが「大地の女神(ギリシャ神話)」、ルーナが「月の女神(ローマ神話)」を由来としている。

　なお、後から加入したパフォーマーは全員自身の名前を使用している。
- ボーカル2名それぞれの誕生月に行われる主催ライブでは、ボーカル2名のユニットで出演する事が恒例となっており、その際のユニット名が「オセロ」。
- ライブ後の物販について、第1章では仮面を付けたまま行っていた(ライブでは仮面を外している場合でも物販では仮面をするケースも多かった)。

　第2章では始動時には全てのライブで行っていたが、アーティスト路線実施との事で主催ライブ(一部野外イベントなども)のみで実施し、対バンではライブ出演のみ・物販なしとなっていた。
　第3章でも始動時は対バンでの物販を行っていなかったが、2ndワンマンのチケット販売促進として11〜12月に対バンでも物販を実施。それが好評だった為、現在は主催・対バンの全てのライブで物販を行っている。
- 2022年のルーナ生誕に関しては、MOGとは別の主催ライブとして実施。(仮面を剥がされる前の為)

　「タイトル:くるむ生誕祭~2022〜、開催日:2022/5/8、会場:新宿DREAM STORE、出演:くるむ(with安永光希)、森ふうか、LAPINAILE、LINKS」
- 2024年のセカイ生誕に関しては、MOGとは別(イニミニマニモー)で実施。

　「タイトル:凸凹定期公演Vol.18『せかい生誕祭~せかいのせかいが幕開け~』、開催日:2024/12/14、会場:新宿Head Power」
- ラジオ番組「パワここ」のポッドキャストはSpotify・Apple共に第3章始動以降の放送分からとなっている。

　なお、第1章時の1〜7回目までの放送内容はMOGのYouTubeチャンネルにアップされている。
- 第一章にて仮面で顔を隠していた際は、共演者にも素顔を見られない様に楽屋でも常に仮面を付けていた。(パワここ 2025/5/14放送回)
- ヒカリは「りんちょ/ひかりんちょ」との愛称で呼ばれる事がある。

　ラジオ番組「パワここ」内にてFMやまとのイマジョーケンジ氏がその日の企画主導メンバーであるヒカリを「ヒカリ委員長」と呼んだところ、レアが「ひかりんちょ」と聞き間違えた事によるもの。(パワここ 2024/9/4放送回)
- セカイは霊感があり、鎧姿の武士の霊などが見える事があると話している。(パワここ 2025/6/4放送回)
- アンジュはグループのファンの総称を「MOG(もじー)」と呼んでいる。(アンジュの愛称「あんじー」も掛かっている)
- アユミは専門学校在籍時に取得したトリマー資格を所有している。(パワここ 2025/7/23放送回)